# Liste der Bodendenkmäler in Oberpöring
Auf dieser Seite sind die Bodendenkmäler in der niederbayerischen Gemeinde Oberpöring zusammengestellt. Diese Tabelle ist eine Teilliste der Liste der Bodendenkmäler in Bayern. Grundlage ist die Bayerische Denkmalliste, die auf Basis des Bayerischen Denkmalschutzgesetzes vom 1. Oktober 1973 erstmals erstellt wurde und seither durch das Bayerische Landesamt für Denkmalpflege geführt wird. Die folgenden Angaben ersetzen nicht die rechtsverbindliche Auskunft der Denkmalschutzbehörde.

## Bodendenkmäler der Gemeinde Oberpöring

### Bodendenkmäler in der Gemarkung Aholming
| Lage                | Objekt | Akten-Nr.     | Bild |
| ------------------- | --- | ------------- | ---- |
| Aholming (Standort) | Siedlung der Altheimer Gruppe, der Urnenfelderzeit und der späten Latènezeit. | D-2-7243-0014 |      |
| Aholming (Standort) | Verebnetes unregelmäßiges Grabenwerk mit drei Gräben vor- und frühgeschichtlicher Zeitstellung, Siedlung des jüngeren Neolithikums (Altheimer Gruppe) und der Metallzeiten (Bronzezeit/Urnenfelderzeit), Bestattungsplatz der Urnenfelderzeit. | D-2-7243-0038 |      |

### Bodendenkmäler in der Gemarkung Ettling
| Lage               | Objekt                                              | Akten-Nr.     | Bild |
| ------------------ | --------------------------------------------------- | ------------- | ---- |
| Ettling (Standort) | Siedlung vor- und frühgeschichtlicher Zeitstellung. | D-2-7242-0299 |      |

### Bodendenkmäler in der Gemarkung Niederpöring
| Lage                    | Objekt | Akten-Nr.     | Bild |
| ----------------------- | --- | ------------- | ---- |
| Niederpöring (Standort) | Verebnete Schanze vor- und frühgeschichtlicher Zeitstellung. | D-2-7242-0291 |      |
| Niederpöring (Standort) | Siedlung vor- und frühgeschichtlicher Zeitstellung. | D-2-7242-0292 |      |
| Niederpöring (Standort) | Teilstück der Römerstraße Landshut-Moos. | D-2-7243-0173 |      |
| Niederpöring (Standort) | Frühmittelalterliche Reihengräber. | D-2-7243-0174 |      |
| Niederpöring (Standort) | Siedlung und Körpergräber vor- und frühgeschichtlicher Zeitstellung, unter anderem Körpergräber der Latènezeit und Siedlung des frühen Mittelalters. | D-2-7243-0175 |      |
| Niederpöring (Standort) | Grabenwerk der Linearbandkeramik, zwei Grabenwerke der Münchshöfener Gruppe, Siedlung der Linearbandkeramik, der Münchshöfener Gruppe, der Bronzezeit und Urnenfelderzeit, der frühen Latènezeit und des frühen Mittelalters sowie Bestattungsplatz der Linearbandkeramik, der Münchshöfener Gruppe und des frühen Mittelalters. | D-2-7243-0176 |      |
| Niederpöring (Standort) | Siedlung vor- und frühgeschichtlicher Zeitstellung und verebnete Grabhügel vorgeschichtlicher Zeitstellung, unter anderem der mittleren Bronzezeit. | D-2-7243-0178 |      |
| Niederpöring (Standort) | Siedlung vor- und frühgeschichtlicher Zeitstellung. | D-2-7243-0179 |      |
| Niederpöring (Standort) | Siedlung vor- und frühgeschichtlicher Zeitstellung. | D-2-7243-0180 |      |
| Niederpöring (Standort) | Siedlung vor- und frühgeschichtlicher Zeitstellung. | D-2-7243-0181 |      |
| Niederpöring (Standort) | Verebnetes Grabenwerk der Hallstattzeit, Siedlung vor- und frühgeschichtlicher Zeitstellung, unter anderem der späten römischen Kaiserzeit. | D-2-7243-0185 |      |
| Niederpöring (Standort) | Siedlung vor- und frühgeschichtlicher Zeitstellung. | D-2-7243-0186 |      |
| Niederpöring (Standort) | Verebnetes Grabenwerk vor- und frühgeschichtlicher Zeitstellung, Siedlung der Urnenfelderzeit und der mittleren oder späten Latènezeit, Villa rustica der mittleren und späten römischen Kaiserzeit. | D-2-7243-0187 |      |
| Niederpöring (Standort) | Siedlung vor- und frühgeschichtlicher Zeitstellung. | D-2-7243-0188 |      |
| Niederpöring (Standort) | Siedlung vor- und frühgeschichtlicher Zeitstellung. | D-2-7243-0189 |      |
| Niederpöring (Standort) | Siedlung vor- und frühgeschichtlicher Zeitstellung. | D-2-7243-0190 |      |
| Niederpöring (Standort) | Siedlung vor- und frühgeschichtlicher Zeitstellung. | D-2-7243-0191 |      |
| Niederpöring (Standort) | Siedlung vor- und frühgeschichtlicher Zeitstellung. | D-2-7243-0192 |      |
| Niederpöring (Standort) | Körpergräber vor- und frühgeschichtlicher Zeitstellung. | D-2-7243-0193 |      |
| Niederpöring (Standort) | Verebnete Grabhügel vorgeschichtlicher Zeitstellung. | D-2-7243-0194 |      |
| Niederpöring (Standort) | Siedlung vor- und frühgeschichtlicher Zeitstellung. | D-2-7243-0198 |      |
| Niederpöring (Standort) | Siedlung vor- und frühgeschichtlicher Zeitstellung. | D-2-7243-0199 |      |
| Niederpöring (Standort) | Verebnetes Grabenwerk vor- und frühgeschichtlicher Zeitstellung. | D-2-7243-0200 |      |
| Niederpöring (Standort) | Untertägige frühneuzeitliche Befunde im Bereich der Pestkapelle bei Niederpöring. | D-2-7243-0340 |      |
| Niederpöring (Standort) | Untertägige mittelalterliche und frühneuzeitliche Befunde im Bereich des ehemaligen Hofmarksschlosses von Niederpöring. Siehe auch: Schloss Niederpöring | D-2-7243-0357 |      |
| Niederpöring (Standort) | Untertägige mittelalterliche und frühneuzeitliche Befunde im Bereich des Kirchhofes und der Katholischen Pfarrkirche St. Bartholomäus in Niederpöring. Siehe auch: St. Bartholomäus (Niederpöring) | D-2-7243-0367 |      |
| Niederpöring (Standort) | Siedlung der Hallstattzeit. | D-2-7243-0399 |      |

### Bodendenkmäler in der Gemarkung Oberpöring
| Lage                  | Objekt | Akten-Nr.     | Bild |
| --------------------- | --- | ------------- | ---- |
| Oberpöring (Standort) | Frühmittelalterliche Burganlage Bürg. Siedlung des Neolithikums, unter anderem der Altheimer Gruppe, der mittleren Bronzezeit, der Hallstattzeit und des frühen Mittelalters. Körpergräber des frühen Mittelalters. Siehe auch: Burgstall Bürg | D-2-7242-0293 |      |
| Oberpöring (Standort) | Verebnete frühneuzeitliche Sternschanze. | D-2-7242-0294 |      |
| Oberpöring (Standort) | Siedlung und verebnete Grabhügel vor- und frühgeschichtlicher Zeitstellung, Körpergräber des frühen Mittelalters. | D-2-7242-0295 |      |
| Oberpöring (Standort) | Gräber und Siedlung der Urnenfelder- und Hallstattzeit, Körpergräber vor- und frühgeschichtlicher Zeitstellung, Siedlung der römischen Kaiserzeit. | D-2-7242-0296 |      |
| Oberpöring (Standort) | Siedlung vor- und frühgeschichtlicher Zeitstellung. | D-2-7242-0300 |      |
| Oberpöring (Standort) | Siedlung vor- und frühgeschichtlicher Zeitstellung. | D-2-7242-0301 |      |
| Oberpöring (Standort) | Siedlung vor- und frühgeschichtlicher Zeitstellung, unter anderem des Neolithikums. | D-2-7242-0302 |      |
| Oberpöring (Standort) | Siedlung vor- und frühgeschichtlicher Zeitstellung. | D-2-7242-0303 |      |
| Oberpöring (Standort) | Verebnetes Teilstück einer ehemaligen Römerstraße. | D-2-7242-0304 |      |
| Oberpöring (Standort) | Siedlung vor- und frühgeschichtlicher Zeitstellung. | D-2-7242-0305 |      |
| Oberpöring (Standort) | Verebnete Grabhügel der Hallstattzeit, verebnetes Grabenwerk und Siedlung vor- und frühgeschichtlicher Zeitstellung, unter anderem des Neolithikums. | D-2-7242-0306 |      |
| Oberpöring (Standort) | Siedlung vor- und frühgeschichtlicher Zeitstellung. | D-2-7242-0307 |      |
| Oberpöring (Standort) | Siedlung vor- und frühgeschichtlicher Zeitstellung. | D-2-7242-0308 |      |
| Oberpöring (Standort) | Siedlung und verebneter Grabhügel vor- und frühgeschichtlicher Zeitstellung. | D-2-7242-0310 |      |
| Oberpöring (Standort) | Siedlung der Bronzezeit/Urnenfelderzeit, der älteren und jüngeren Urnenfelderzeit, der Hallstatt- und der Latènezeit, Körpergräber der mittleren Latènezeit. | D-2-7242-0312 |      |
| Oberpöring (Standort) | Bestattungsplatz der frühen Bronzezeit. | D-2-7242-0462 |      |
| Oberpöring (Standort) | Untertägige mittelalterliche und frühneuzeitliche Befunde im Bereich der ehemalige Einsiedelei und der Katholischen Wallfahrtskirche Mariae Heimsuchung in Bürg. | D-2-7242-0465 |      |
| Oberpöring (Standort) | Teilstück der Römerstraße Landshut-Moos. | D-2-7242-0472 |      |
| Oberpöring (Standort) | Untertägige mittelalterliche und frühneuzeitliche Befunde im Bereich der Katholischen Pfarrkirche St. Martin in Oberpöring. Siehe auch: St. Martin (Oberpöring) | D-2-7242-0475 |      |
| Oberpöring (Standort) | Untertägige mittelalterliche und frühneuzeitliche Befunde im Bereich des ehemaligen Hofmarksschlosses mit der Schlosskapelle zur Hl. Dreifaltigkeit und Gartenanlagen in Oberpöring. Siehe auch: Schloss Oberpöring | D-2-7242-0499 |      |
| Oberpöring (Standort) | Körpergräber vor- und frühgeschichtlicher Zeitstellung. | D-2-7242-0513 |      |
| Oberpöring (Standort) | Siedlung vor- und frühgeschichtlicher Zeitstellung. | D-2-7243-0203 |      |
| Oberpöring (Standort) | Siedlung vor- und frühgeschichtlicher Zeitstellung. | D-2-7342-0203 |      |
| Oberpöring (Standort) | Siedlung des Neolithikums. | D-2-7342-0429 |      |
| Oberpöring (Standort) | Siedlungen des Neolithikums, unter anderem der Linear- und Stichbandkeramik, der Gruppe Oberlauterbach, der Münchshöfener und Altheimer Gruppe, der frühen Bronzezeit, der Urnenfelder- und Latènezeit, der mittleren römischen Kaiserzeit sowie des frühen Mittelalters, Kreisgrabenanlage des Mittelneolithikums, Bestattungsplatz der mittleren Bronzezeit. | D-2-7342-0430 |      |
| Oberpöring (Standort) | Siedlung vor- und frühgeschichtlicher Zeitstellung. | D-2-7342-0431 |      |
| Oberpöring (Standort) | Siedlung vor- und frühgeschichtlicher Zeitstellung, unter anderem der Bronzezeit, sowie verebnete Viereckschanze der späten Latènezeit. | D-2-7342-0432 |      |
| Oberpöring (Standort) | Siedlung vor- und frühgeschichtlicher Zeitstellung, unter anderem der Bronzezeit, Bestattungsplatz der Urnenfelder- und der Hallstattzeit. | D-2-7342-0433 |      |
| Oberpöring (Standort) | Siedlung vor- und frühgeschichtlicher Zeitstellung. | D-2-7342-0434 |      |
| Oberpöring (Standort) | Siedlung der Stichbandkeramik. | D-2-7343-0150 |      |
| Oberpöring (Standort) | Siedlung der Linearbandkeramik und der mittleren Bronzezeit. | D-2-7343-0151 |      |
| Oberpöring (Standort) | Bestattungsplatz der frühen Latènezeit. | D-2-7343-0152 |      |
| Oberpöring (Standort) | Siedlung vor- und frühgeschichtlicher Zeitstellung. | D-2-7343-0154 |      |
| Oberpöring (Standort) | Siedlung vor- und frühgeschichtlicher Zeitstellung. | D-2-7343-0155 |      |
| Oberpöring (Standort) | Siedlung vor- und frühgeschichtlicher Zeitstellung. | D-2-7343-0157 |      |
| Oberpöring (Standort) | Siedlung vor- und frühgeschichtlicher Zeitstellung. | D-2-7343-0158 |      |
| Oberpöring (Standort) | Siedlung vor- und frühgeschichtlicher Zeitstellung. | D-2-7343-0159 |      |
| Oberpöring (Standort) | Siedlung vor- und frühgeschichtlicher Zeitstellung. | D-2-7343-0160 |      |
| Oberpöring (Standort) | Verebnete Grabhügel vorgeschichtlicher Zeitstellung. | D-2-7343-0161 |      |
| Oberpöring (Standort) | Siedlung vor- und frühgeschichtlicher Zeitstellung. | D-2-7343-0162 |      |
| Oberpöring (Standort) | Untertägige mittelalterliche und frühneuzeitliche Befunde sowie mittelalterlicher Niederadelssitz im Bereich des ehemaligen Kirchhofes und der Katholischen Kirche St. Simon und Judas bei Gneiding. Siehe auch: St. Simon und Judas (Gneiding) | D-2-7343-0464 |      |